# 聖地亞哥大里貝拉縣
聖地亞哥大里貝拉縣是西非島國佛得角的22個縣之一，位於背風群島的聖地亞哥島，首府設於舊城，面積164平方公里，主要經濟活動有農業和漁業，2010年人口9,618。
14°58′N 23°36′W / 14.967°N 23.600°W